# Амстердам, Абрам Вульфович
Абрам Вульфович Амстердам (1907, Хальч, Гомельский уезд, Могилёвская губерния — 1990, Ленинград) — советский литературовед и литературный критик, поэт.

## Биография
Родился в семье зубного врача. В 1924 году окончил среднюю школу в Гомеле, работал учеником-модельщиком на чугунолитейном заводе. В 1925 году уехал в Ленинград и поступил там на факультет языка и материальной культуры (ямфак) ЛГУ, который окончил в 1930 году. Тогда же принят в ЛОКАФ. В 1931-1932 годах проходил действительную военную службу на Дальнем Востоке. С 1932 года работал редактором отдела художественной литературы Гослитиздата. Член Союза писателей с 1934 года. В 1935—1938 годах учился в аспирантуре при университете. Работал редактором в Воениздате. Во время советско-финляндской войны служил в политуправлении Ленинградского военного округа.
В 1941 году ушёл добровольцем на фронт, капитан административной службы, служил инструктором-литератором 7-го отделения (пропаганда среди войск противника) политического отдела 55-й армии; награждён орденом Красной Звезды (1943).
Ещё школьником печатал стихи в областной газете «Полесская правда». В 1930 году дебютировал как критик в журналах «Резец» и «Залп». Публиковал критические статьи по современной русской поэзии, составил сборник произведений молодых ленинградских писателей (1934), восьмитомное собрание сочинений Фридриха Шиллера, десятитомное собрание сочинений Генриха Гейне, сборники других немецких писателей. Оставил воспоминания и критические очерки о М. М. Зощенко и Н. А. Заболоцком, книгу о В. А. Рождественском. Работал редактором в редакции современной литературы Ленинградского отделения Государственного издательства художественной литературы, позже в Лениздате.

## Публикации
- Дозор: сборник ленинградских красноармейских и молодых оборонных писателей. / Сост. А. В. Амстердам. — Л.: Государственное издательство художественной литературы, Ленинградское отделение, 1934.
- В. А. Кнехт. Страна на замке (роман). / Предисловие А. В. Амстердама. — Л.: Ленгихл, 1934.
- Фридрих Шиллер. Собрание сочинений в 8-ми томах. / Составление и комментарии А. В. Амстердам. — М.—Л.: Гослитиздат, 1950.
- Готфрид Август Бюргер. Удивительные приключения барона Мюнхгаузена. / Вступительная статья, редакция и примечания А. В. Амстердама. — М.—Л.: Гослитиздат, 1956 и 1961.
- Генрих Гейне. Собрание сочинений в 10 томах. / Примечания А. В. Амстердам и А. А. Морозов. — М.: Государственное издательство художественной литературы, 1958.
- Всеволод Рождественский: Путь поэта. — М.—Л.: Советский писатель. Ленинградское отделение, 1965. — 156 с.[4]